# ستيلي دان
ستيلي دان (بالإنجليزية: Steely Dan)‏ هي فرقة جاز روك أمريكية، تشكلت في نيويورك عام 1972. تمزج موسيقاهم عناصر من موسيقى الجاز وموسيقى الروك والفانك والريذم أند بلوز والبوب. يتكون قوام الفرقة الأساسي من والتر بيكر ودونالد فاجن، وكلاهما موسيقيان وعازفان. ووصلت ذروة شعبيتهم في السبعينات. وتطورت الموسيقى في فرقتهم لتشتمل على بنيات معقدة من موسيقى الجاز.

## روابط خارجية
- ستيلي دان على موقع IMDb (الإنجليزية)
- ستيلي دان على موقع الموسوعة البريطانية (الإنجليزية)
- ستيلي دان على موقع ميوزك برينز (الإنجليزية)
- ستيلي دان على موقع رولينغ ستون (الإنجليزية)
- ستيلي دان على موقع أول ميوزيك (الإنجليزية)
- ستيلي دان على موقع ديسكوغز (الإنجليزية)